# Цистатины
Цистатины — семейство белков-ингибиторов сериновой протеазы, гомологичных по структуре куриному цистатину. Типичный цистатин содержит около 115 аминокислот, имеет 4 эволюционно консервативных цистеиновых остатка, образующих две дисульфидные связи. Цистатины могут подвергаться гликозилированию и/или фосфорилированию.

## Гены цистатинов человека
- CST1, CST2, CST3, CST4, CST5, CST6, CST7, CST8, CST9, CST11, CSTA, CSTB